# Peter van Oostzanen
Peter van Oostzanen, pseudoniem voor Pieter Johannes Cornelis (Peter) van Oossanen (Leiden, 25 februari 1962), is een Nederlandse kunstenaar die tekent en schildert in een stijl die verwant is aan het magisch-realisme. Van Oostzanen woont en werkt in Soest in Nederland en exposeert onder meer in Nederland, België, Denemarken, Polen, Duitsland, België, Frankrijk en Portugal.

## Biografie
Van Oostzanen is de oudste van een gezin met vier kinderen en groeide op met een fascinatie voor tekenen en de natuur. Hij bekwaamde zich tot [[meesterschilder]] aan het Nimeto in Utrecht (van 1980 t/m 1984) en werkte daarna jarenlang bij Hypsos als decorateur. Van Oostzanen vervaardigde onder andere decors, maquettes en presentaties voor overwegend beurzen, musea, en tv. Daar komt een eind aan na zwaar fietsongeluk in 1992, waarbij hij hersenletsel en een whiplash opliep. Een bevriende kunstenaar, Ben Goëtjes, nodigde hem uit om bij hem in het atelier te komen schilderen. Hier begint Van Oostzanen serieus te schilderen met olieverf en krijgt zijn werk richting. Dit wordt de start van Van Oostzanens carrière als zelfstandig kunstschilder.

## Werkwijze
Van Oostzanen is een fijnschilder die overwegend werkt met olieverf volgens de klassieke manier van schilderen, zoals de oude meesters, waarbij een schilderij wordt opgebouwd in meerdere lagen. Daarnaast schildert hij op een modernere, directe manier met acrylverf en maakt hij tekeningen met diverse materialen, zoals Contékrijt en potlood.

## Thematiek
Van Oostzanens grote inspiratiebronnen zijn surrealisten als Salvador Dali, en magisch realisten van de 20ste eeuw: Carel Willink en Pyke Koch. Aanvankelijk neigt Van Oostzanens werk meer naar het surrealisme, maar in de loop der jaren wordt het, hoewel het soms een dunne scheidslijn is, meer magisch realistisch. Van Oostzanens schilderijen ontlenen hun sfeer en thematiek vaak aan de vervreemdende waarnemingen die hij na zijn ongeluk had. Alledaagse voorwerpen en situaties worden door hem in een geheel nieuw en vaak volkomen onmogelijk verband geplaatst, waardoor een gevoel van vervreemding ontstaat en het tegelijk realistisch overkomt. 

## Werk in openbare collecties (selectie)
Musiom, Amersfoort

## Exposities (selectie)2022
2022: "Surrealism, the Power of the Subconscious" - Galerie Lieve Lambrecht, Merendree (B) groepsexpositie
2022: "Lage landen en de zee" - Musiom, Amersfoort (NL) groepsexpositie
2021: "Herkenning in vervreemding" - Musiom, Amersfoort (NL) groepsexpositie
2021: "Een kwart eeuw schilderen" - De Oude Kerk Soest - Soest (NL) solo-expositie
2021: "Four" - Wilhelm Morgner Museum, Soest (Duitsland) groepsexpositie
2021: "Dreamscapes Hedendaags Imaginair Realisme" - Sint-Aldegondis Kerk, As (België) groepsexpositie
2020: "What about red" - Musiom, Amersfoort (NL) groepsexpositie
2019: "STiL" - Galerie Bij Leth - Emmen (NL) groepsexpositie
2019: 'Dreamscape 6. Contemporary Imaginary Realism' - Altes Rathaus, Viechtach (Duitsland) groepsexpositie
2019: "Onbegrensd - treff" - HazArt, Soest (NL) groepsexpositie
2017: 'SurCol en vrienden. 13 Nederlandse surrealisten", Edam (NL) groepsexpositie
2017: "Imaginaire 9" - Galerie Knud Groth, Kopenhagen (Denemarken) groepsexpositie
2015: "PUIK" Galerie - Sillekunst, Oudewater (NL) groepsexpositie
2013: "Een feest voor het oog" - Galerie Den Andel, Den Andel (NL) groepsexpositie
2012/13 "Magical Dreams 2013" - Diverse locaties in Polen (Polen) groepsexpositie
2012: "Goudse waterdagen"- Galerie Montulet, Gouda (NL) groepsexpositie
2012: "The freakshow", Hillerød (Denemarken) groepsexpositie
2010: "International Exhibition 2010 Surrealism Now" - Bissaya Barreto Museum House and Sant´Anna Convent, Coimbra (Portugal) Groepsexpositie
2010: "Quadrant Fantasy, Easter show 2010 - Galerie Fantasmus, Saeby (Denemarken) groepsexpositie
2009: "Dante the divine comedy"- Galerie Fantasmus, Saeby (Denemarken) groepsexpositie
2008: Galerie Heeren van Voorburg, Deventer (NL) duo-expositie met Michiel Hiep
2007 - 2008: "Animals in Imaginary Realism" - Galerie Princess of Kiev, Nice (Frankrijk) groepsexpositie
2007: "Dreamscape 2. The best of imaginary realism 2007" - Galerie Brusen, Saeby (Denemarken) groepsexpositie
2007 - 2008: "Exposition Melimages, cadavres exquis" - La halle aux arts, Angouleme (Frankrijk) groepsexpositie
2007: Huntenkunst, Doetinchem (NL) kunstbeurs
2007: "Venus and the female intuition" - diverse locaties (Denemarken, Nederland, Frankrijk) groepsexpositie